# Ptecticus rufipes
Ptecticus rufipes är en tvåvingeart som beskrevs av Lindner 1939. Ptecticus rufipes ingår i släktet Ptecticus och familjen vapenflugor.
Artens utbredningsområde är Uganda. Inga underarter finns listade i Catalogue of Life.